# Gran Premio d'Italia 1982
Il Gran Premio d'Italia 1982 è stata la quindicesima prova della stagione 1982 del Campionato mondiale di Formula 1. Si è corsa domenica 12 settembre 1982 sul Circuito di Monza. La gara è stata vinta dal francese René Arnoux su Renault; per il vincitore si trattò del quarto successo nel mondiale.  Ha preceduto sul traguardo il connazionale Patrick Tambay e lo statunitense Mario Andretti, entrambi su Ferrari.

## Vigilia

### Sviluppi futuri

Keke Rosberg, dopo la vittoria al Gran Premio di Svizzera, si trovava al comando della graduatoria del mondiale.

La Scuderia Ferrari annunciò che René Arnoux, al momento in forza alla Renault, avrebbe fatto coppia con Patrick Tambay per la stagione 1983. La scuderia italiana si riservò di fare correre una terza vettura, nel caso in cui Didier Pironi, infortunatosi nel corso delle prove del Gran Premio di Germania, avesse potuto tornare a competere. Inoltre venne prospettato anche l'ingaggio di un pilota di riserva, al fine di coprire eventuali indisponibilità dei piloti titolari. La casa italiana, infine, svelò come la sua volontà di ingaggiare Michele Alboreto era stata bloccata dal contratto che legava il pilota milanese alla Tyrrell.
La Techniques d'Avant Garde, società lussemburghese di proprietà dell'uomo d'affari Mansour Ojjeh, annunciò la realizzazione di un nuovo propulsore turbo, in collaborazione con la Porsche, che sarebbe stato utilizzato, per la stagione 1983, dalla McLaren.
In occasione del gran premio vi fu un incontro a Monza tra i responsabili di Alfa Romeo, FIAT e Renault, in merito al futuro del campionato. Intanto, Jean-Marie Balestre, presidente della FISA annunciò che il consiglio esecutivo del 12 ottobre avrebbe appoggiato una proposta firmata da 29 piloti in merito al regolamento tecnico.

### Analisi per il campionato piloti
Keke Rosberg comandava la graduatoria con tre punti di vantaggio su Didier Pironi, che però era ancora convalescente e non avrebbe più preso parte al mondiale, fino al termine della stagione. Il finlandese della Williams doveva così confrontarsi con gli altri piloti: aveva un margine di 9 punti su Alain Prost e di 12 su John Watson e Niki Lauda, a due gare dal termine. Con una vittoria Rosberg si sarebbe laureato campione del mondo, indipendentemente dai risultati degli altri conduttori. Altrimenti avrebbe dovuto guadagnare un punto su Prost e due su Watson e Lauda. Con qualsiasi altro risultato il mondiale si sarebbe deciso nell'ultima gara, il Gran Premio di Las Vegas.

### Analisi per il campionato costruttori
La classifica era guidata dalla Ferrari con un margine di 4 punti sulla McLaren-Ford Cosworth, di 9 sulla Williams-Ford Cosworth e 14 sulla Renault.
La scuderia italiana avrebbe vinto il suo settimo titolo costruttori se:
- avesse ottenuto primo e secondo posto e la McLaren non avesse ottenuto più di 4 punti;
- avesse ottenuto primo e terzo posto, la Williams non avesse fatto più di 7 punti e la McLaren non avesse ottenuto più di un punto.

L'Alfa Romeo nel corso delle prove testò una vettura a motore turbo

### Aspetti tecnici
L'Alfa Romeo testò, ai primi di settembre, una vettura dotata di motore turbo presso il Circuito del Balocco con Giorgio Francia al volante. L'Alfa Romeo 182T disponeva di un propulsore che sprigionava una potenza stimata fino ai 700 cv, e venne, successivamente, testata anche sul tracciato di Monza nella settimana precedente a quella del gran premio, ma il suo impiego in gara era considerato poco probabile.
L'Arrows affidò a Mauro Baldi una A5, mentre Marc Surer utilizzò nuovamente un modello A4. La Toleman portò all'esordio la TG183, che venne guidata da Derek Warwick. La March tornò ad impiegare pneumatici della Pirelli, abbandonando le Avon.

Mario Andretti tornò alla Scuderia Ferrari per sostituire l'infortunato Didier Pironi.

### Aspetti sportivi
Dopo che al Gran Premio di Svizzera la Ferrari non era riuscita a schierare nessuna monoposto, viste le condizioni di Didier Pironi, ormai impossibilitato a riprendere l'attività per l'anno 1982, e il dolore muscolare che aveva afflitto Patrick Tambay, venne prospettata l'ipotesi che la scuderia italiana potesse non partecipare alle ultime due gare stagionali, pur essendo in testa al campionato riservato ai costruttori. Venne comunque avvicinato all'ingaggio il pilota britannico della March Rupert Keegan, anche se la scuderia italiana confermò solo l'interessamento per l'ex campione del mondo Alan Jones. Le condizioni di Tambay, ricoverato in una clinica di Losanna, però erano in miglioramento tanto che non veniva messa in dubbio la sua partecipazione alla gara di Monza.
Alla fine la scuderia di Maranello ingaggiò Mario Andretti, pilota italoamericano, campione del mondo con la Lotus nel 1978. Andretti, che aveva corso 126 gran premi (l'ultimo il Gran Premio di Long Beach 1982 con la Williams), era già stato impiegato dalla Ferrari tra il 1971 e il 1972 in diverse occasioni.
Fu in dubbio la partecipazione al gran premio per René Arnoux, che s'infortunò nel corso di una gara di motonautica riservata a piloti di Formula 1 (il Villa d'Este Trophy), tenuta la settimana prima del gran premio, sul Lago di Como. Il francese venne scagliato contro il bordo della sua imbarcazione e subì un trauma alla schiena. Anche Elio De Angelis, impegnato nella stessa prova, risentì di un dolore a un braccio e preferì non completare la manifestazione.
L'Osella iscrisse una seconda vettura, affidandola a Johnny Cecotto. Il pilota venezuelano, che aveva vinto anche il Motomondiale 1975 nella classe 350, ed era impegnato in Formula 2, non prese poi parte all'evento.

## Qualifiche

### Resoconto

Patrick Tambay fu il più veloce nella prima giornata di prove, ove ottenne anche il record della pista.

Nella prima giornata di prove ufficiali il più rapido fu Patrick Tambay, su Ferrari, in 1'29"275 (media 233,884 km/h), nuovo record del tracciato, tempo ottenuto dopo tre giri dall'inizio delle prove. Secondo chiuse Nelson Piquet, staccato di circa mezzo secondo, mentre terzo era Alain Prost. L'altro ferrarista, Mario Andretti, chiuse col sesto tempo, non avendo potuto sfruttare le gomme migliori nel giro rapido. L'italoamericano si piazzò davanti al leader della classifica iridata, Keke Rosberg.
Al sabato, dopo pochi minuti dall'inizio delle qualifiche, Nelson Piquet strappò a Tambay la pole provvisoria, con 1'28"508. Il francese riusciva poi a migliorare il suo tempo del venerdì, ma senza battere quello del pilota della Brabham. Fu, invece, l'altro pilota della Ferrari, Mario Andretti a essere capace a fare meglio del brasiliano, con 1'28"473. L'italoamericano conquistava così la sua diciottesima, e ultima, pole position nel mondiale di F1. La precedente risaliva al Gran Premio degli Stati Uniti d'America-Est 1978, ottenuta con la Lotus. La seconda fila fu completata dai due compagni di scuderia di Andretti e Piquet, ovvero Tambay e Patrese. Keke Rosberg chiuse settimo, il migliore dei piloti con una vettura non dotata di motore turbo. L'Alfa Romeo testò il modello 182T, a motore sovralimentato, ma a causa di alcuni problemi tecnici preferì, per la gara, proseguire con la vettura spinta dal più tradizionale motore V12.

### Risultati
I risultati delle qualifiche furono i seguenti:
| Pos | Nº | Pilota             | Costruttore              | Tempo    | Griglia |
| --- | -- | ------------------ | ------------------------ | -------- | ------- |
| 1   | 28 | Mario Andretti     | Ferrari                  | 1'28"473 | 1       |
| 2   | 1  | Nelson Piquet      | Brabham-BMW              | 1'28"508 | 2       |
| 3   | 27 | Patrick Tambay     | Ferrari                  | 1'28"830 | 3       |
| 4   | 2  | Riccardo Patrese   | Brabham-BMW              | 1'29"898 | 4       |
| 5   | 15 | Alain Prost        | Renault                  | 1'30"026 | 5       |
| 6   | 16 | René Arnoux        | Renault                  | 1'30"097 | 6       |
| 7   | 6  | Keke Rosberg       | Williams-Ford Cosworth   | 1'31"834 | 7       |
| 8   | 23 | Bruno Giacomelli   | Alfa Romeo               | 1'32"352 | 8       |
| 9   | 22 | Andrea De Cesaris  | Alfa Romeo               | 1'32"546 | 9       |
| 10  | 8  | Niki Lauda         | McLaren-Ford Cosworth    | 1'32"782 | 10      |
| 11  | 3  | Michele Alboreto   | Tyrrell-Ford Cosworth    | 1'33"134 | 11      |
| 12  | 7  | John Watson        | McLaren-Ford Cosworth    | 1'33"185 | 12      |
| 13  | 5  | Derek Daly         | Williams-Ford Cosworth   | 1'33"333 | 13      |
| 14  | 25 | Eddie Cheever      | Ligier-Matra             | 1'33"337 | 14      |
| 15  | 31 | Jean-Pierre Jarier | Osella-Ford Cosworth     | 1'33"531 | 15      |
| 16  | 35 | Derek Warwick      | Toleman-Hart             | 1'33"628 | 16      |
| 17  | 11 | Elio De Angelis    | Lotus-Ford Cosworth      | 1'33"629 | 17      |
| 18  | 14 | Roberto Guerrero   | Ensign-Ford Cosworth     | 1'34"058 | 18      |
| 19  | 29 | Marc Surer         | Arrows-Ford Cosworth     | 1'34"343 | 19      |
| 20  | 4  | Brian Henton       | Tyrrell-Ford Cosworth    | 1'34"379 | 20      |
| 21  | 26 | Jacques Laffite    | Ligier-Matra             | 1'34"659 | 21      |
| 22  | 36 | Teo Fabi           | Toleman-Hart             | 1'34"780 | 22      |
| 23  | 12 | Nigel Mansell      | Lotus-Ford Cosworth      | 1'34"964 | 23      |
| 24  | 30 | Mauro Baldi        | Arrows-Ford Cosworth     | 1'34"977 | 24      |
| 25  | 10 | Eliseo Salazar     | ATS-Ford Cosworth        | 1'34"991 | 25      |
| 26  | 20 | Chico Serra        | Fittipaldi-Ford Cosworth | 1'35"230 | 26      |
| NQ  | 17 | Rupert Keegan      | March-Ford Cosworth      | 1'35"323 | NQ      |
| NQ  | 9  | Manfred Winkelhock | ATS-Ford Cosworth        | 1'35"701 | NQ      |
| NQ  | 18 | Raul Boesel        | March-Ford Cosworth      | 1'35"747 | NQ      |
| NQ  | 33 | Tommy Byrne        | Theodore-Ford Cosworth   | 1'36"032 | NQ      |

## Gara

### Resoconto

Una fase della partenza.

Nelson Piquet fu il più veloce al via e prese il comando della gara; il poleman Mario Andretti (con un problema all'acceleratore) fu invece autore di un cattivo avvio e venne saltato da Patrick Tambay (sulla sua vettura le minigonne non funzionavano correttamente) e René Arnoux. Nelle retrovie, alla variante della Roggia, Brian Henton perse il controllo della sua monoposto e andò a colpire Derek Warwick e Derek Daly: tutti e tre furono costretti all'abbandono.
Nel corso del primo giro Piquet venne passato da diversi piloti, e si trovò solo quinto. All'uscita dalla parabolica Arnoux passò Tambay e si andò a condurre la gara. Un giro dopo anche Riccardo Patrese sorpassò Tambay. La gara del padovano si chiuse al sesto giro per un guasto alla frizione. Il giro dopo Alain Prost, in grande rimonta, prese la posizione ad Andretti. La classifica vedeva perciò primo Arnoux, seguito da Tambay, Prost, Andretti e le due Alfa Romeo. All'undicesimo giro Jean-Pierre Jarier perse una ruota alla staccata della prima variante ma riuscì a governare la vettura e a ritirarsi senza danni fisici.
Tra il giro 12 e 13 John Watson passò prima Rosberg poi Giacomelli, ponendosi in quinta posizione. Intanto, in testa, Arnoux, subiva una piccola perdita di carburante che però ne inzuppava la tuta. Al giro 25 Rosberg fu costretto a una sosta ai box per sostituire l'alettone posteriore staccatosi di netto. Il finlandese venne avvertito del problema da Bruno Giacomelli, che lo sorpassò poco dopo. Tre giri dopo, Prost, uno dei rivali di Rosberg per la lotta al titolo, fu costretto al ritiro per un problema all'iniezione.

Il podio della gara: Patrick Tambay (2°), René Arnoux (1°) e Mario Andretti (3°).

Giacomelli, al trentatreesimo giro, mentre era quinto, andò ai box per un problema all'aerodinamica, scalando così lontano dalla zona dei punti; il bresciano si ritirò un giro dopo.
René Arnoux vinse per la quarta volta in carriera, davanti al duo della Ferrari Patrick Tambay Mario Andretti.

### Risultati
I risultati del gran premio furono i seguenti:
| Pos | No | Pliota             | Team                     | Giri | Tempo                               | Pos.Griglia | Punti |
| --- | -- | ------------------ | ------------------------ | ---- | ----------------------------------- | ----------- | ----- |
| 1   | 16 | René Arnoux        | Renault                  | 52   | 1h22'25"734                         | 6           | 9     |
| 2   | 27 | Patrick Tambay     | Ferrari                  | 52   | + 14"064                            | 3           | 6     |
| 3   | 28 | Mario Andretti     | Ferrari                  | 52   | + 48"452                            | 1           | 4     |
| 4   | 7  | John Watson        | McLaren-Ford Cosworth    | 52   | + 1'27"845                          | 12          | 3     |
| 5   | 3  | Michele Alboreto   | Tyrrell-Ford Cosworth    | 51   | + 1 giro                            | 11          | 2     |
| 6   | 25 | Eddie Cheever      | Ligier-Matra             | 51   | + 1 giro                            | 14          | 1     |
| 7   | 12 | Nigel Mansell      | Lotus-Ford Cosworth      | 51   | + 1 giro                            | 23          |       |
| 8   | 6  | Keke Rosberg       | Williams-Ford Cosworth   | 50   | + 2 giri                            | 7           |       |
| 9   | 10 | Eliseo Salazar     | ATS-Ford Cosworth        | 50   | + 2 giri                            | 25          |       |
| 10  | 22 | Andrea De Cesaris  | Alfa Romeo               | 50   | + 2 giri                            | 9           |       |
| 11  | 20 | Chico Serra        | Fittipaldi-Ford Cosworth | 49   | + 3 giri                            | 26          |       |
| 12  | 30 | Mauro Baldi        | Arrows-Ford Cosworth     | 49   | + 3 giri                            | 24          |       |
| NC  | 14 | Roberto Guerrero   | Ensign-Ford Cosworth     | 40   | Non classificato                    | 18          |       |
| Rit | 11 | Elio De Angelis    | Lotus-Ford Cosworth      | 33   | Cambio                              | 17          |       |
| Rit | 23 | Bruno Giacomelli   | Alfa Romeo               | 32   | Tenuta di strada                    | 8           |       |
| Rit | 29 | Marc Surer         | Arrows-Ford Cosworth     | 28   | Alimentazione                       | 19          |       |
| Rit | 15 | Alain Prost        | Renault                  | 27   | Iniezione                           | 5           |       |
| Rit | 8  | Niki Lauda         | McLaren-Ford Cosworth    | 21   | Freni                               | 10          |       |
| Rit | 31 | Jean-Pierre Jarier | Osella-Ford Cosworth     | 10   | Ruota                               | 15          |       |
| Rit | 1  | Nelson Piquet      | Brabham-BMW              | 7    | Motore                              | 2           |       |
| Rit | 2  | Riccardo Patrese   | Brabham-BMW              | 6    | Frizione                            | 4           |       |
| Rit | 26 | Jacques Laffite    | Ligier-Matra             | 5    | Cambio                              | 21          |       |
| Rit | 36 | Teo Fabi           | Toleman-Hart             | 2    | Motore                              | 22          |       |
| Rit | 5  | Derek Daly         | Williams-Ford Cosworth   | 0    | Collisione con B.Henton e D.Warwick | 13          |       |
| Rit | 35 | Derek Warwick      | Toleman-Hart             | 0    | Collisione con B.Henton e D.Daly    | 16          |       |
| Rit | 4  | Brian Henton       | Tyrrell-Ford Cosworth    | 0    | Collisione con D.Warwick e D.Daly   | 20          |       |
| NQ  | 17 | Rupert Keegan      | March-Ford Cosworth      |      |                                     |             |       |
| NQ  | 9  | Manfred Winkelhock | ATS-Ford Cosworth        |      |                                     |             |       |
| NQ  | 18 | Raul Boesel        | March-Ford Cosworth      |      |                                     |             |       |
| NQ  | 33 | Tommy Byrne        | Theodore-Ford Cosworth   |      |                                     |             |       |

## Classifiche

### Piloti
| Pos. | Pilota             | Punti |
| ---- | ------------------ | ----- |
| 1    | Keke Rosberg       | 42    |
| 2    | Didier Pironi      | 39    |
| 3    | John Watson        | 33    |
| 4    | Alain Prost        | 31    |
| 5    | Niki Lauda         | 30    |
| 6    | René Arnoux        | 28    |
| 7    | Patrick Tambay     | 25    |
| 8    | Elio De Angelis    | 23    |
| 9    | Riccardo Patrese   | 21    |
| 10   | Nelson Piquet      | 20    |
| 11   | Michele Alboreto   | 16    |
| 12   | Eddie Cheever      | 11    |
| 13   | Nigel Mansell      | 7     |
| 14   | Derek Daly         | 7     |
| 15   | Carlos Reutemann   | 6     |
| =    | Gilles Villeneuve  | 6     |
| 17   | Jacques Laffite    | 5     |
| =    | Andrea De Cesaris  | 5     |
| 19   | Mario Andretti     | 4     |
| 20   | Jean-Pierre Jarier | 3     |
| 21   | Marc Surer         | 3     |
| 22   | Manfred Winkelhock | 2     |
| =    | Eliseo Salazar     | 2     |
| =    | Bruno Giacomelli   | 2     |
| 25   | Mauro Baldi        | 2     |
| 26   | Chico Serra        | 1     |

### Costruttori
| Pos. | Team                     | Punti |
| ---- | ------------------------ | ----- |
| 1    | Ferrari                  | 74    |
| 2    | McLaren-Ford Cosworth    | 63    |
| 3    | Renault                  | 59    |
| 4    | Williams-Ford Cosworth   | 55    |
| 5    | Lotus-Ford Cosworth      | 30    |
| 6    | Brabham-BMW              | 22    |
| 7    | Brabham-Ford Cosworth    | 19    |
| 8    | Ligier-Matra             | 16    |
| 9    | Tyrrell-Ford Cosworth    | 16    |
| 10   | Alfa Romeo               | 7     |
| 11   | Arrows-Ford Cosworth     | 5     |
| 12   | ATS-Ford Cosworth        | 4     |
| 13   | Osella-Ford Cosworth     | 3     |
| 14   | Fittipaldi-Ford Cosworth | 1     |